# Прапор Піщанського району
Пра́пор Піща́нського райо́ну — один з офіційних символів Піщанського району Вінницької області, затверджений рішенням сесії Піщанської районної ради.

## Опис
Прапор виглядає як прямокутне полотнище зі співвідношенням сторін 2:3, розділене по діагоналі від верхнього кутка, що межує з древком блакитною смугою на синю і зелену частини. На нижній частині жовтий роздвоєний сніп, з якого виходить жовтий кадуцей.